# Bass Generation

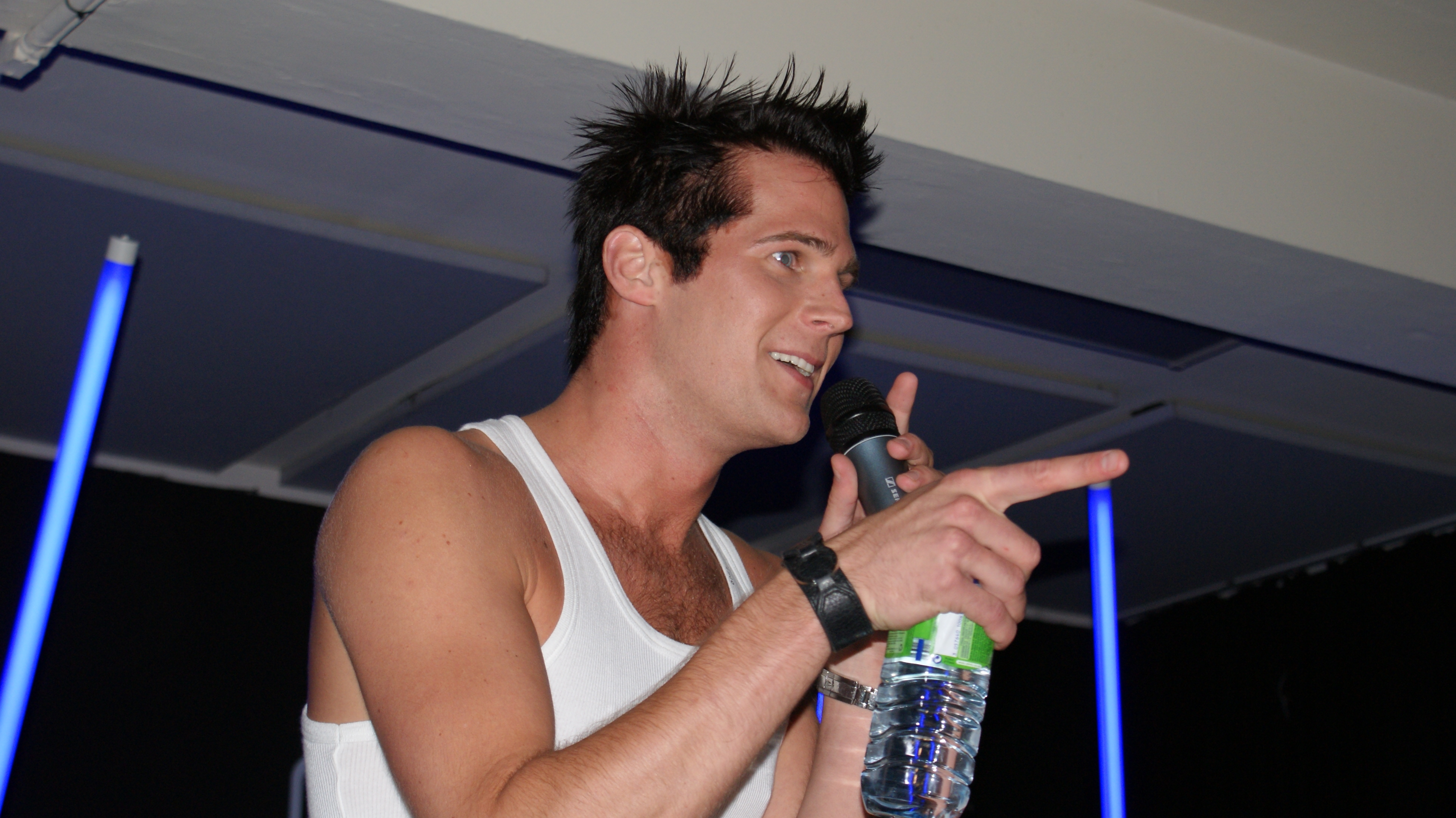
Basshunter (2009)

Bass Generation ist das fünfte Studioalbum des schwedischen Sängers/Songwriters Basshunter. Es wurde am 28. September 2009 veröffentlicht. Eine Woche zuvor wurde die Singleauskopplung Every Morning freigegeben. Das Album erreichte den zweiten Platz der Charts in Neuseeland und den siebten Platz der Charts in Südafrika.

## Entstehung
Die Arbeiten an dem Album begannen Anfang 2009. Auf der offiziellen Webseite wurde Basshunters Rückkehr ins Studio vermeldet. Am 1. Juli 2009 wurde die erste Single Every Morning angekündigt.

## Rezeption
Die Webseite AllMusic schrieb, diejenigen, die keinen Geschmack für Mainstream-Euro-Dance-Musik hätten, würden die lange Trackliste zum Ende hin abstumpfend finden – aber Stück für Stück seien die Qualitäten Basshunters auf dem Album „leicht zu schätzen“. Die Seite vergab drei von fünf Sternen.

## Titelliste

### Standard Edition
Die Standard Edition hat 14 Titel, hinzu kommt ein verstecktes Lied, Numbers.
| #   | Titel                                    | Länge |
| --- | ---------------------------------------- | ----- |
| 1.  | Every Morning                            | 3:18  |
| 2.  | I Promised Myself                        | 2:37  |
| 3.  | Why                                      | 3:11  |
| 4.  | I Can’t Deny (feat. Lauren)              | 4:00  |
| 5.  | Don’t Walk Away                          | 3:01  |
| 6.  | I Still Love                             | 3:33  |
| 7.  | Day & Night                              | 2:55  |
| 8.  | I Will Learn to Love Again (feat. Stunt) | 3:07  |
| 9.  | Far from Home                            | 4:10  |
| 10. | I Know U Know                            | 2:45  |
| 11. | On Our Side                              | 3:54  |
| 12. | Can You                                  | 2:24  |
| 13. | Plane to Spain                           | 3:41  |
| 14. | Every Morning (Michael Mind Remix Edit)  | 2:59  |
| 15. | Numbers (Hidden Track)                   | 3:18  |

### Bonustitel
iTunes-Bonus-Track-Version
Diese Version beinhaltet neben der 14 Lieder der Standard Edition zusätzlich 3 Lieder.
| #   | Titel                               | Länge |
| --- | ----------------------------------- | ----- |
| 16. | Every Morning (Ultra DJ’s Bass Mix) | 5:23  |
| 17. | Camilla                             | 3:14  |
| 18. | Without Stars                       | 3:49  |

### Bonus Disc
Das Album wurde auch mit einer Zusatz-CD veröffentlicht, die 7 Remixes und 2 Lieder auf Schwedisch enthält.
| #  | Titel                                                                                                 | Länge |
| -- | --- | ----- |
| 1. | Now You’re Gone (feat. DJ Mental Theo’s Bazzheadz) (DJ Alex Extended Mix)                             | 5:43  |
| 2. | All I Ever Wanted (Ultra DJ’s Remix)                                                                  | 5:33  |
| 3. | Angel In The Night (Headhunters Remix)                                                                | 3:11  |
| 4. | I Miss You (Hyperzone Remix)                                                                          | 5:35  |
| 5. | Please Don’t Go (Bad Behaviour Remix)                                                                 | 6:45  |
| 6. | Walk On Water (Ultra DJ’s Remix)                                                                      | 5:19  |
| 7. | Every Morning (Raindropz! Remix)                                                                      | 4:54  |
| 8. | Camilla (Swedish Version) (Originally on Now You're Gone The Album – Re-released With Swedish Lyrics) | 3:22  |
| 9. | Without Stars (Swedish Version)                                                                       | 3:51  |

## Kommerzieller Erfolg

### Chartplatzierungen
| ChartsChartplatzierungen     | Höchstplatzierung | Wochen |
| ---------------------------- | ----------------- | ------ |
| Schweiz (IFPI)               | 73 (1 Wo.)        | 1      |
| Vereinigtes Königreich (OCC) | 16 (8 Wo.)        | 8      |

### Auszeichnungen für Musikverkäufe
| Land/Region                  | Auszeichnungen für Musikverkäufe (Land/Region, Auszeichnung, Verkäufe) | Verkäufe |
| ---------------------------- | ---------------------------------------------------------------------- | -------- |
| Vereinigtes Königreich (BPI) | Gold                                                                   | 100.000  |